# Шимоцин
Шимоцин (пол. Szymocin) — село в Польщі, у гміні Ґрембоциці Польковицького повіту Нижньосілезького воєводства.
Населення — 272 особи (2011).
У 1975-1998 роках село належало до Легницького воєводства.

## Демографія
Демографічна структура станом на 31 березня 2011 року:
|          | Загалом | Допрацездатний вік | Працездатний вік | Постпрацездатний вік |
| -------- | ------- | ------------------ | ---------------- | -------------------- |
| Чоловіки | 136     | 36                 | 89               | 11                   |
| Жінки    | 136     | 30                 | 77               | 29                   |
| Разом    | 272     | 66                 | 166              | 40                   |